# Tequila
Tequila er en mexicansk brændevin, der fremstilles af saften fra blå agave. Kernen af den modne agave, der ligner en kæmpe ananas, dampkoges i oven og presses, hvorefter den sukkerholdige saft gæres og destilleres til Tequila. Alkoholstyrken er normalt på 40-50%. Man opdeler Tequila i forskellige varianter:
- 100% agave (lavet på den blå agave plante)
- Mixto (min. 51% af produktet er agave Tequila)
- Mezcal (en form for Tequila)

Forskellen mellem Tequila og Mezcal ligger i, at Tequila er begrænset til Jalisco regionen, mens Mezcal laves i andre regioner i Mexico. "Gold" og "Oro" Tequila, som er gylden i farven, så skyldes det at der er tilsat karamel og ikke at den er lagret på fad.
Inden for 100% agave Tequilaer findes der tre-fire typer:
- Blanco/Silver (ulagret Tequila, den rene agavesmag)
- Reposado (lagret på fad, typisk whisky-fade, i mellem 3-12 måneder)
- Añejo (lagret på fad i min. 12 måneder)
- Extra Añejo (lagret ekstra længe på fad – de mest dyre og eksklusive Tequilaer)

Tequila i Danmark er mest kendt som Sierra Tequila, flasken med den røde sombrero. Danskernes kendskab til Tequila er generelt begrænset. De færreste er klar over, at Tequila også laves i god kvalitet på højde med de bedste whisky og cognac. Priserne på disse produkter er dog også ofte ganske høje.
I Mexico findes de såkaldte "Tequilaria". Dette er caféer og barer, hvor man kan finde et stort udvalg af Tequila. Tequila nydes ofte i shots, men bruges også i flere populære cocktails, de mest kendte er Margarita og Tequila Sunrise.

## Historie
Tequila blev fremstillet første gang i det 16. århundrede nær den nuværende by Tequila i regionen Jalisco. Aztekerne havde tidligere fremstillet en gæret drik af agaveplanten, som de kaldte Octli (senere og mere populært kaldet Pulque), længe før spanierne ankom i 1521. Da de spanske erobrere løb tør for deres egen brændevin, gav de sig til at destillere agaver og fremstillede dermed Nordamerikas første egen destillerede spiritus. Cirka 80 år senere – omkring år 1600 – begyndte markisen af Altamira, Don Pedro Sánchez de Tagle, at masseproducere Tequila på den første fabrik i det område, hvor delstaten Jalisco ligger i dag. Fra 1608 begyndte Nueva Galicia at beskatte produkterne.
Den Tequila, der er populær i dag, blev første gang masseproduceret i begyndelsen af det 19. århundrede i Guadalajara. Don Cenobio Sauza, grundlægger af Sauza Tequila og borgmester i byen Tequila fra 1884-85, var den første der eksporterede Tequila til USA. Han forkortede navnet ”Tequila-ekstrakt” til blot ”Tequila” for det amerikanske marked. Don Cenobios barnebarn, Don Francisco Javier, fik international opmærksomhed, da han insisterede på, at ”der ikke kan være Tequila, hvor der ikke er agaver!”. Hans indsats førte til den overbevisning, at rigtig Tequila kun kommer fra delstaten Jalisco.